# Sclerolobium herthae
Sclerolobium herthae är en ärtväxtart som beskrevs av Hermann August Theodor Harms. Sclerolobium herthae ingår i släktet Sclerolobium och familjen ärtväxter. Inga underarter finns listade i Catalogue of Life.